# Allakaket
Allakaket ist ein Ort mit dem Status einer City in der Yukon-Koyukuk Census Area in Alaska. Das U.S. Census Bureau hatte bei der Volkszählung 2020 eine Einwohnerzahl von 177 ermittelt.

## Geographie
Allakaket befindet sich südlich der Brookskette am linken Flussufer des Koyukuk River einen Kilometer unterhalb der Einmündung des Alatna River auf einer Höhe von 124 m. Allakaket liegt etwa 295 km nordwestlich der Stadt Fairbanks. Am Südrand von Allakaket befindet sich ein Flugplatz. Angrenzend an die City sind New Allakaket im Süden sowie Alatna am gegenüberliegenden Flussufer des Koyukuk River.

## Geschichte
1851 gründeten mehrere indigene Volksstämme eine gemeinsame Siedlung. 1906 wurde die St. John’s-in-the-Wilderness Episcopal Mission gegründet. 1925 wurde ein Postamt in Betrieb genommen. 1938 wurde der Ort von „Alatna“ nach „Allakaket“ umbenannt. Die kleine Eskimo-Gemeinde am gegenüberliegenden Ufer nahm den Ortsnamen Alatna an. 1957 wurde eine Schule eröffnet. Im Frühjahr 1964 wurde der Ort durch eine Überschwemmung verwüstet. 1975 erhielt Allakaket den Status einer City. 1978 wurde eine Klinik sowie der Flugplatz gebaut. Im September 1994 kam es erneut zu einer Überschwemmung des Ortes. Im März 2019 wurde das angrenzende New Allakaket CDP eingemeindet. Die Bevölkerung von Allakaket ernährt sich hauptsächlich durch Subsistenzwirtschaft. Der Verkauf, die Einfuhr sowie der Besitz von Alkohol sind offenbar in Allakaket verboten.

## Demografie
Zum Zeitpunkt der Volkszählung im Jahre 2020 (U.S. Census 2020) hatte Allakaket 177 Einwohner auf einer Landfläche von 38,12 km². Von den Einwohnern waren 20 weiß, 149 amerikanisch-indianischer Abstammung sowie einer ein Asiate.
Beim Census im Jahr 2000 wurden 97 Einwohner gezählt, 2010 waren es 105.